# Непобедимый воин (сезон 3)
Третий сезон шоу «Смертоносный воин» вышел 20 июля 2011 года, а финальные две серии были показаны 14 сентября. В третьим сезоне очень важную роль начал играть Дэйв Бейкер — оружейник, создававший холодное оружие для передачи в течение всех трёх сезонов. Почти в каждом из выпусков он рассказывал коротко о том, как создавалось то или иное оружие.
Третий сезон стал сезоном господства исторических персоналий, поскольку почти в каждой серии сражались великие исторические персоны. В этом сезоне впервые начались онлайн-трансляции — перед, во время, и после серий показывали студию программы в прямом эфире, где Кирон Эллиотт задавал различные вопросы ведущим Смертоносного воина и рассказывал о результатах голосования по поводу возможного победителя каждой серии, которое проходил на их официальном сайте. Итоги голосования зрителей всегда совпадали с итогом шоу, снятым заранее. В 3 сезоне каждый эпизод привносил определённые новшества.

## Серия 23: Наполеон Бонапарт против Джорджа Вашингтона

### Команда Джорджа Вашингтона
- Пол Суда, фехтовальщик, наездник, мастер боя на оружии XVIII века
- Уэйн Ли, доктор наук, профессор военной истории

Вооружение
- Колишемард (шпага)
- Кремнёвый мушкет «Браун Бесс»[прим. 1], Длинная Пенсильванская винтовка
- 6-фунтовая пушка
- Образец тактики: Осада Йорктауна

Данные о воине
- Год: 1781
- Рост: 6 футов 3 дюйма
- Вес: 200 фунтов

### Команда Наполеона Бонапарта
- Мэтью Кейп, специалист по оружию 19 века
- Филлип Симон, историк

Вооружение
- Кавалерийская сабля
- Кремнёвый мушкет Шерлевилля образца 1777 года
- 8-фунтовая пушка
- Образец тактики: Битва при Аустерлице

Данные о воине
- Год: 1805
- Рост: 5 футов 6 дюймов
- Вес: 140 фунтов

|                          | Джордж Вашингтон                                      | Процент побед | Наполеон Бонапарт   | Процент побед |
| ------------------------ | ----------------------------------------------------- | ------------- | ------------------- | ------------- |
| Оружие ближнего боя      | Колишемард                                            | 53 %          | Кавалерийская сабля | 47 %          |
| Оружие средней дальности | Мушкет «Браун Бесс» и Длинная Пенсильванская винтовка | 73 %          | Мушкет Шерлевилля   | 27 %          |
| Оружие дальнего действия | 6-фунтовая пушка                                      | 31 %          | 8-фунтовая пушка    | 69 %          |
| Totals                   | 2,530                                                 | 50.6 %        | 2,470               | 49.4 %        |

|                        | Джордж Вашингтон | Наполеон Бонапарт |
| ---------------------- | ---------------- | ----------------- |
| Снабжение              | 73               | 79                |
| Тактика                | 84               | 88                |
| Изматывание противника | 74               | 67                |
| Полководческий талант  | 88               | 82                |

### Факты об эпизоде

#### Впервые
- Впервые в этой программе были испытаны артиллерийские орудия.
- Впервые в шоу сравнивались тактические приёмы обоих полководцев: с помощью интерактивной карты ведущий Ричард Маковиц и приглашённый эксперт показывали, как проходило то или иное сражение.
- Впервые в шоу команда ведущих перед симуляцией огласила параметры дополнительных факторов, оцениваемые по 100-балльной шкале — мужество в бою, дисциплинированность, инициатива, психологическая устойчивость и т. д.
- Первый раз из двух выпусков героем был президент США (второй раз — Теодор Рузвельт).

#### Испытания оружия
- В испытании артиллерийских орудий соревновались французская 8-фунтовая пушка Наполеона и британская 6-фунтовая пушка Вашингтона в стрельбе ядрами и картечью. При одинаково точной стрельбе ядрами пушка Наполеона поразила картечью 8 мишеней из 15, а дробовой заряд пушки Вашингтона — только 4.
- В испытании огнестрельного оружия сравнивались французский мушкет Шерлевилля и два мушкета американских повстанцев — мушкет «Браун Бесс» и Длинная Пенсильванская винтовка британского производства. Победа досталась оружию Вашингтона: мушкет Шерлевилля изготавливался для стрельбы залпом и перезаряжался быстрее, вследствие чего обладал низкой точностью (как и «Браун Бесс»), а преимущество в точности имела Длинная Пенсильванская винтовка с дальностью стрельбы до 180 м.
- В сравнении тактических приёмов вниманию телезрителей предлагались действия Вашингтона при осаде Йорктауна во время войны за независимость (поддержку в бою оказывали французские войска) и действия Наполеона в битве при Аустерлице против австро-русских войск. Лучшей признали тактику Наполеона, поскольку успех Вашингтона был обоснован больше на везении в тех обстоятельствах и на наличии французской помощи.
- В испытании холодного оружия сравнивались колишмард Вашингтона (разновидность шпаги) и кавалерийская сабля Наполеона. Колишмард был пригоден для пехотинца как колющее оружие, а сабля — для кавалериста как режущее оружие. Лучшим был признан именно колишмард, поскольку под Вашингтоном в боях убивали лошадь и именно со шпагой он лучше действовал в ближнем бою.

#### Неизвестные факторы
- Вашингтону был приписан больший полководческий талант, нежели Наполеону. Команда обосновала это тем, что Вашингтон смог собрать партизанскую армию и, используя все возможности, добиться своей цели — разбить англичан, в то время как во время войны 1812 года Наполеон растянул свои силы и в итоге потерпел поражение.
- Вашингтону была поставлена более низкая оценка за организацию снабжения армии, так как многое из его вооружения было импровизированным, а у Наполеона была целая военная система.

#### Симуляция
- Оба военачальника в симуляции отдавали вслух приказы своим подразделениям.
- Победу Вашингтону принесла комбинированная тактика быстрой стрельбы из мушкетов при поддержке точными выстрелами из винтовок (больший процент побед с использованием огнестрельного оружия).
- Вашингтон — один из шести воинов без победного клича.
- В рейтинге самых популярных воинов 3-го сезона Вашингтон занял 3-е место; при этом по статистике он оказался самым рослым воином современности (Новое и Новейшее время).

## Серия 24: Жанна Д’Арк против Вильгельма Завоевателя

### Команда Жанны Д’Арк
- Клэр Доден, актриса
- Тимоти Пиклс, военный историк

Вооружение
- Французский рыцарский меч XV века
- Стальной арбалет
- Пушка
- Образец тактики: Осада Орлеана

Данные о воине
- Год: 1429
- Возраст: 17
- Рост 160 см, вес 52 кг
- Броня: латный доспех

### Команда Вильгельма Завоевателя
- Джейсон Макнил, специалист по средневековому вооружению
- Стивен Морилло, доктор исторических наук

Вооружение
- Норманнский палаш
- Составной арбалет с ручной перезарядкой
- Торсионная катапульта
- Образец тактики: Битва при Гастингсе

Данные о воине
- Год: 1066
- Возраст: 38
- Рост 175 см, вес 88 кг
- Броня: Хауберг

|                          | Жанна Д’Арк      | Процент побед | Вильгельм Завоеватель | Процент побед |
| ------------------------ | ---------------- | ------------- | --------------------- | ------------- |
| Оружие ближнего боя      | Меч              | 49 %          | Норманнский палаш     | 51 %          |
| Оружие средней дальности | Стальной арбалет | 55 %          | Составной арбалет     | 45 %          |
| Оружие дальнего боя      | Пушка            | 51 %          | Торсионная катапульта | 49 %          |
| Броня                    | Латы             | 56 %          | Хауберг               | 44 %          |
| Всего                    | 2,587            | 51.74 %       | 2,413                 | 48.26 %       |

|                   | Жанна Д’Арк | Вильгельм Завоеватель |
| ----------------- | ----------- | --------------------- |
| Физические данные | 64          | 78                    |
| Военный опыт      | 58          | 81                    |
| Тактика           | 72          | 78                    |
| Интуиция          | 84          | 80                    |
| Снабжение         | 74          | 72                    |
| Инстинкт убийцы   | 83          | 86                    |

### Факты об эпизоде

#### Впервые
- Впервые в шоу были испытаны осадные орудия — катапульта против пушки — и воссоздана осада замка в симуляции.
- Впервые в эпизоде главным действующим лицом одной из сторон была женщина (хотя и ранее они появлялись в шоу как бойцы).
- Впервые участники шоу выполняли испытание в доспехах, вследствие чего ведущие программы специально адаптировали оборудование для определения подвижности бойцов в доспехах.

#### Испытания оружия
- В испытании осадных орудий сравнивались французская пушка и торсионная катапульта: пушка разрушала стену замка и обстреливала бойца перед стеной, а катапульта атаковала цели за стенами замка (как камнями, так и свиными головами). Пушка за счёт мощности выстрела и масштабов разрушений превзошла катапульту с её теоретически безграничным боезапасом, поскольку в случае осады замка это было бы более эффективное оружие.
- В соревновании оружия дальнего боя сравнивались нормандский деревянный составной арбалет и французский стальной арбалет (с использованием ворота). При более высокой скорострельности (около 20 секунд) нормандский арбалет поразил 3 мишени 9 выстрелами, а французский арбалет с долгой перезарядкой (до 57 секунд) оказался точнее и мощнее, попав 6 раз из 9.
- В сравнении тактических приёмов были продемонстрированы агрессивная атака Жанны Д’Арк под Орлеаном и тактика ложного отступления Вильгельма Завоевателя в битве при Гастингсе. По мнению экспертов, тактика Вильгельма оказалась более эффективной, поскольку Вильгельм умело выманил англосаксов и разбил их, в то время как успех Жанны был связан только с огромной психологической подготовкой французов и грубыми просчётами англичан. При этом не анализировались такие дальнейшие действия под руководством Жанны, как поход на север Франции и разгром англичан при Пате.
- Соревнования холодного оружия и лат были объединены в одно испытание: участнику нужно было в доспехах поразить пять мишеней, одна из которых была в доспехах противника. Французским рыцарским мечом за 35 секунд были убиты 4 мгновенно мишени, пятая мишень в кольчуге получила смертельное ранение (кольчуга была пробита). Нормандским палашом были убиты пять мишеней за 21 секунду, но мишень в доспехах была поражена ударом в незащищённое место, а латы не были пробиты. В итоге победу в холодном оружии одержал палаш Вильгельма, а в доспехах — рыцарские латы Жанны.

#### Неизвестные факторы
- Перед испытаниями холодного оружия и лат была проведена проверка на подвижность в доспехах: участники по очереди выполняли приёмы фехтования без доспехов и в них, а их движения анализировались с помощью технологии захвата движения. Результаты опровергли представление, что кольчуга обеспечивает лучшую подвижность: латы замедляли движения бойца только на 14 %, тогда как кольчуга — на 27 %, что связано с тем, что латы предоставляли дифференцированную защиту, а кольчуга равномерно «утяжеляла» всего бойца.
- В качестве дополнительного фактора учитывались возможности снабжения: катапульта могла обстреливать бойцов из катапульты свиными головами и тушами, и распространяемые такими попаданиями болезни могли сгубить воинов; пушка же при своей мощности могла и взорваться, убив нескольких бойцов.
- По дополнительным факторам преимущество было у Вильгельма Завоевателя как у более опытного, физически крепкого и тактически подготовленного бойца. Однако у Жанны было преимущество в интуиции и снабжении, поскольку она правильно распределила имеющиеся у Франции силы для борьбы против англичан. Основную же победу принесли более продвинутые технологии эпохи Жанны д’Арк.

## Серия 25: Силы специальных операций КНДР против рейнджеров армии США

### Команда Рейнджеров
- Тим Кеннеди, боец UFC, штаб-сержант армии США, снайпер (участник войны в Афганистане)
- Джон Лок, подполковник армии США, военный историк, автор четырёх книг о рейнджерах Армии США

Вооружение
- Автомат M4
- Снайперская винтовка SR-25
- Противопехотная мина M18A1 «Клеймор»
- Рукопашный бой: программа подготовки спецназа США

Данные о воине
- Возраст: 24
- Рост 178 см, вес 72 кг

### Команда спецназа КНДР
- Чарльз Джо, командир отряда SWAT, уроженец Кореи
- Джи Джей Ким, бывший морпех Южной Кореи, обладатель 7 дана по Тхэквондо
- Томас Рикс, бывший офицер разведки Армии США, собиравший информацию по армии КНДР
- Хо Джин Сонг, бывший морпех Южной Кореи, обладатель чёрного пояса 9 степени по Хапкидо

Вооружение
- Автомат Тип-68
- Снайперская винтовка PSL
- Противопехотная мина ПМД
- Рукопашный бой: сочетание Хапкидо и Тхэквондо

Данные о воине
- Возраст: 24
- Рост 172 см, вес 55 кг

|                          | Рейнджеры армии США | Процент побед | Спецназ Северной Кореи | Процент побед |
| ------------------------ | ------------------- | ------------- | ---------------------- | ------------- |
| Оружие средней дальности | M4                  | 45 %          | Тип-68                 | 55 %          |
| Оружие дальнего боя      | SR-25               | 55 %          | PSL                    | 45 %          |
| Специнальное оружие      | «Клеймор»           | 72 %          | ПМД                    | 28 %          |
| Всего                    | 2,503               | 50.08 %       | 2,497                  | 49.92 %       |

|                            | Рейнджеры | Спецназ |
| -------------------------- | --------- | ------- |
| Дисциплина                 | 83        | 88      |
| Знание местности           | 78        | 88      |
| Экстремизм                 | 83        | 90      |
| Психологическая подготовка | 74        | 86      |
| Боевой опыт                | 85        | 78      |
| Навыки рукопашного боя     | 89        | 81      |

### Факты

#### Впервые
- Впервые в бою участвовали противники, которые могли бы теоретически встретиться в реальном бою на момент передачи.
- По словам авторов программы, уникальная информация о подготовке корейской армии была предоставлена разведкой Армии США.

#### Испытания оружия
- В категории оружия дальнего радиуса действия были представлены снайперские винтовки SR-25 американских рейнджеров и румынская винтовка PSL корейской армии. Для испытаний снайперских винтовок было подготовлено стрельбище с 6 мишенями, имитирующими охрану узла связи: трое на позициях, один в укрытии; один офицер, перемещающийся по территории; укрытый вражеский снайпер в камуфляже. Команда рейнджеров поразила все мишени за 1:48, команда северокорейцев — за 2:07, причём все охранники были поражены с первого выстрела. Хотя из SR-25 снайпер был убит с 4-го выстрела, а из PSL — со 2-го, у американской винтовки был более вместительный магазин и меньшая отдача. Победу отдали SR-25.
- В категории оружия среднего радиуса действия сравнивались автоматы M4 и Тип 68 (клон АКМ китайского производства). Бойцам нужно было, используя только один магазин на 30 патронов, захватить здание и убить шестерых солдат. Оба стрелка выполнили задачу за 30 секунд, но команда рейнджеров потратила весь магазин, а команда северокорейцев — всего 13 патронов. Победу отдали Типу 68 как оружию с более мощными патронами, которые нет необходимости расходовать.
- В категории рукопашного боя были представлены два стиля — корейцы применяли сочетание Хапкидо и Тхэквондо, которое позволяет наносить молниеносные круговые удары и использовать силу противника против него самого (в частности, захваты за шею ведущие признали как один из способов убить человека голыми руками), а американцы — специальную систему, которая могла оглушить противника простыми быстрыми и мощными ударами, а также позволить добить его из стрелкового оружия. Здесь была объявлена ничья.
- В категории взрывчатки были представлены корейская мина нажимного действия ПМД и американская «Клеймор». Победу отдали «Клеймору» как более универсальному оружию с возможностью дистанционного подрыва, осколочным поражением и направлением мины для определения разлёта осколков. ПМД была признана только как средство задержки, которое могло тяжело ранить бойца (смерть от мины наступила бы, если бы бойца не эвакуировали и не оказали бы помощь), но напугать отряд, который ждал бы возможного подрыва на мине.

#### Неизвестные факторы
- Из серии был вырезан эпизод с рассмотрением тактик войск, который всегда показывался во вступительных видеороликах к выпускам 3 сезона: в нём анализировались действия КНДР и США в случае конфликта на Корейском полуострове.
- В качестве дополнительных факторов по ходу испытаний оружия была названа дисциплина (боец с Тип 68 стрелял по следующей мишени, только убедившись, что предыдущая мертва) и психологическое давление (расстановка мин). Большое преимущество по дополнительным факторам отдали северокорейцам как фанатичным бойцам, хорошо знающим местность и психологически готовым к бою.

#### Результаты
- Победа американцев была одержана с наименьшим в третьем сезоне перевесом за счёт большего боевого опыта и правильном применении мин.
- Автомат М4 испытывался уже в третий раз: в первый — в эпизоде «Спецназ против Зеленых беретов», второй — «NAVY SEALs против Сайерет». Таким образом, этот автомат появился во всех трех сезонах программы и стал самым часто встречающимся в ней оружием. При этом в постановочных боях был показан, но ни разу не был испытан автомат M16.
- Автомат Калашникова в его разных вариациях использовался в шоу уже четвёртый раз: в первом сезоне в эпизодах «Спецназ против Зеленых беретов» (АК-74) и «Талибан против ИРА» (АК), во втором сезоне в эпизоде «Медельинский картель против Сомалийских пиратов» (АК). Таким образом, автомат использовался во всех сезонах.

#### Симуляция
- Второй раз во время симуляции один из бойцов совершил суицид и уничтожил одновременно противника: снайпер рейнджеров подорвал мину находясь в зоне поражения, будучи раненым и под прицелом.
- Снайпером рейнджеров за несколько секунд было уничтожено два противника до первого ответного выстрела. При этом снайперская винтовка спецназа КНДР не сделала ни одного выстрела в симуляции.

## Серия 26:ЧингисханпротивГаннибала

### Команда Чингисхана
- Хосбаяр, американский морской пехотинец, этнический монгол, эксперт по восточному оружию
- Тимоти Мэй, доктор философии по истории, автор книги «Монгольское военное искусство»

Вооружение
- Тюрко-монгольская сабля
- Джида (копье)
- Монгольский композитный лук
- Образец тактики: Битва на Калке

Данные о воине
- Год: 1204
- Возраст: 39
- Рост 170 см, вес 70 кг

### Команда Ганнибала
- Брайан Форрест, фехтовальщик, специалист по древнему оружию
- Патрик Хант, доктор философии по истории, профессор археологии Стэнфордского университета

Вооружение
- Фальката
- Солиферрум
- Боевой слон
- Образец тактики: Битва при Каннах

Данные о воине
- Год: 216 до н. э.
- Возраст: 26
- Рост 167 см, вес 64 кг

|                          | Чингис-хан      | Процент побед | Ганнибал    | Процент побед |
| ------------------------ | --------------- | ------------- | ----------- | ------------- |
| Оружие ближнего боя      | Сабля           | 57 %          | Фальката    | 43 %          |
| Оружие средней дальности | Джида           | 14 %          | Солиферрум  | 86 %          |
| Специальное оружие       | Композитный лук | 62 %          | Боевой слон | 38 %          |
| Всего                    | 2,739           | 54.78 %       | 2,261       | 45.22 %       |

|             | Чингисхан        | Процент побед | Ганнибал                     | Процент побед |
| ----------- | ---------------- | ------------- | ---------------------------- | ------------- |
| Защита тела | Ламелляр (сталь) | 4.22 %        | Маскулата (бронза)           | 1.32 %        |
| Голова      | Стальной шлем    | 7.48 %        | Бронзовый шлем               | 0.78 %        |
| Щит         | Стальной щит     | 2.80 %        | Деревянный окованный бронзой | 7.48 %        |

|                   | Чингисхан | Ганнибал |
| ----------------- | --------- | -------- |
| Устрашение        | 89        | 86       |
| Стратегия         | 89        | 76       |
| Физические данные | 76        | 81       |
| Бронезащита       | 85        | 74       |

### Факты

#### Впервые
- Впервые было протестировано живое оружие — боевой слон.
- Разница между бойцами превысила 1000 лет; ранее подобное было в эпизоде «Влад Цепеш против Сунь Цзы», но там они сражались один на один.

#### Испытания оружия
- При сравнении специального оружия дрессированная слониха Люси раздавила ногой манекен из баллистического геля с имитацией костей, а атака с использование слонов была признана мощным средством давления на психику противника. Монгольский композитный лук пробил слоновью шкуру, но не пробил слой подкожного жира и не нанес существенных ранений. Победителем был признан боевой слон, но с оговоркой, что постоянные попадания из луков могли причинить слону боль, в результате чего он мог сбежать или, впав ярость, растоптать своих же солдат. В симуляции победил монгольский лук.
- Клинковое оружие сначала испытывалось на говяжьих тушах, где сабля и фальката показали примерно равную эффективность в пешем бою. Фальката показала меньшую скорость удара, однако позволяла наносить удары чаще и наносила более тяжелые раны за счет конструктивных особенностей лезвия. В бою верхом короткая Фальката оказалась слабее сабли, не нанеся смертельного удара, что и принесло монгольской сабле победу в испытаниях и в симуляции.
- Клинки использовались и в испытаниях доспехов. Монгольская сабля не пробила карфагенский щит рубящим ударом, удар не повредил руку, держащую щит. Также, сабля лишь незначительно пробила маскулату колющим ударом, даже не нанеся раны самому бойцу под ней. Рубящий удар по карфагенскому шлему также не пробил шлем, однако сила удара означала смертельную черепно-мозговую травму. Удар Фалькатой также не повредил ни монгольского щита, ни руки, держащей его. Колющий удар в ламеллярный доспех лишь пробил одну из чешуек, лежащих внахлест, а удар по монгольскому шлему не нанес серьёзной травмы. Ввиду этого, в категории доспехов победа была однозначно присуждена Чингисхану.
- В сравнении тактик за образец тактики Чингисхана было взято его излюбленное ложное отступление, рассмотренное на примере сокрушительного разгрома численно превосходящей русско-половецкой армии на Калке (Чингисхан не принимал в ней участия, однако был задействован этот прием). С сравнении с тактикой охвата и окружения противника, примененной Ганнибалом в битве при Каннах, был сделан вывод о превосходстве монгольской тактики.
- В сравнении копий монгольская джида уступила солиферруму, так как для правильного применения этого копья требовались лучшие навыки или больше удачи. Кроме того, джида у воина могла быть только одна, а солиферрумов, как правило, было три. Несмотря на сомнения ввиду того, что солиферрум предназначался для метания, по результатам испытаний и симуляции он показал превосходство над Джидой.

#### Ошибки и неточности
- При сравнении тактик Чингисхана (битва на Калке) и Ганнибала (битва при Каннах) не были указаны следующие ключевые факторы: в битве на Калке причиной поражения стала паника половецких войск, которые своим бегством разрушили русские ряды; в битве при Каннах не было указано о превосходстве карфагенской конницы над римской, что предопределило окружение и разгром римлян.
- В испытаниях и симуляции всадники с обеих сторон имеют стремена, что исторически неверно — в Европе они оказались лишь в VI веке нашей эры, поэтому их у Ганнибала быть не могло.

## Серия 27:Саддам ХуссейнпротивПол Пота

### Команда Саддама Хуссейна
- Сабах Ходада, бывший генерал Иракской армии
- Келвин Бондли, эксперт по оружию Саддама Хуссейна
- Подполковник Рик Франкона, бывший офицер ВВС США и агент ЦРУ

Вооружение
- Штык-нож от АКМ
- Пистолет Browning Hi-Power
- Ручной пулемет РПК
- Граната РГД-5

Данные о воине
- Возраст: 50
- Рост: 185 см, вес 88 кг
- Царство террора: 1979—2003

### Команда Пол Пота
- Джонатан Кхан, эксперт по вооружению Пол Пота и бывший снайпер армии США
- Килонг Унг, переживший геноцид в Камбодже

Вооружение
- Нож для тростника
- Пистолет ТТ
- Ручной пулемет РПД
- Граната РГД-33

Данные о воине
- Возраст: 50
- Рост: 177 см, вес 80 кг
- Царство террора: 1975—1979

|                          | Саддам Хуссейн    | Процент побед | Пол Пот           | Процент побед |
| ------------------------ | ----------------- | ------------- | ----------------- | ------------- |
| Оружие ближнего боя      | Штык-нож          | 54 %          | Нож для тростника | 46 %          |
| Оружие средней дальности | Browning Hi-Power | 62 %          | ТТ                | 38 %          |
| Оружие дальнего боя      | РПК               | 53 %          | РПД               | 47 %          |
| Специальное оружие       | РГД-5             | 41 %          | РГД-33            | 59 %          |
| Всего                    | 2,828             | 56.56 %       | 2,172             | 43.44 %       |

|                      | Саддам Хуссейн | Пол Пот |
| -------------------- | -------------- | ------- |
| Лидерство            | 78             | 75      |
| Подготовка           | 70             | 53      |
| Психическое здоровье | 46             | 27      |
| Инициатива           | 74             | 83      |
| Инстинкт убийцы      | 86             | 89      |

### Факты об эпизоде
- Впервые испытания предполагали использование сразу всего оружия: бросок гранаты, подавление противника огнём пулемета, ближний бой при помощи пистолета. Ножи испытывались по отдельности
- Для испытаний оружия было построено стрельбище с имитацией вражеского КПП (один солдат в сторожевой будке и трое рядом), здание с тремя движущимися и двумя статичными мишенями, которые требовалось подавить огнём пулемета и двумя выскакивающими мишенями, которые нужно было поразить из пистолета. Выступающий за Саддама Келвин Бондли затратил на выполнение этого задания 2 минуты 5 секунд. Выступающий за Пол Пота Джонатан Кхан — 2 минуты 2 секунды
- В испытаниях гранат РГД-5 убила трех солдат на КПП и даже не ранила четвёртого, которого Келвину Бондли пришлось уничтожить из пулемета. Граната РГД-33 убила троих и ранила четвёртого. Ввиду этого, РГД-33 получила преимущество за больший заряд, больший радиус поражения осколками и форму, благодаря которой после падения оставалась на месте, тогда как РГД-5 могла перекатываться
- Оба пулемета поразили все цели на стрельбище, ввиду чего было проведено второе испытание, заключавшееся расстреле легкового автомобиля с находящимися внутри пассажиром и водителем. В целом, РПК показал себя более легким и удобным, но РПД получил преимущество за больший боекомплект — лента на 100 патронов против магазина на 40
- В сравнении ножей от участников испытания требовалось выбить дверь, поразить ножом стоявшего за ней противника (кусок говядины) и поразить «бросившегося» на него второго врага — кусок говядины на направляющей. Штык-нож проявил большую подвижность в рукопашном бою и возможность нанесения мощных колющих ударов. Рубящий удар ножом для тростника нанес глубокий порез, однако потребовалось место для размаха, а нож мог застрять в теле противника — сказывалось то, что штык-нож от АКМ изначально представлял собой боевой нож, а нож для тростника — сельскохозяйственное орудие
- Пистолету Browning Hi-Power победа была присуждена за больший магазин — 13 патронов против 8 у ТТ
- В серии было указано, что ТТ имеет калибр 9 мм, тогда как калибр этого пистолета 7,62х25
- Правление Пол Пота закончилось в тот же год, когда началось правление Саддама Хусейна — 1979
- Саддам Хуссейн победил с самым значительным преимуществом над противником за третий сезон передачи
- Штык-нож от АКМ испытывался уже во второй раз — в первый раз это было в серии «ИРА против Талибана»

## Серия 28:Теодор РузвельтпротивЛоуренса Аравийского

### Команда Теодора Рузвельта
- Комендор-сержант КМП США Куай Терри
- Гэри Харпер, военный историк

Вооружение
- Нож Боуи
- Карабин Springfield Model 1892-99
- Пулемёт Гатлинга
- Образец тактики: Бой за высоту Сан-Хуан

Данные о воине
- Год: 1898
- Возраст: 39
- Рост: 175 см, вес 86 кг

### Команда Лоуренса Аравийского
- Ричард Рейд, военнослужащий британской армии и эксперт по британскому огнестрельному оружию
- Гэвин Скотт, корреспондент BBC и историк

Вооружение
- Джамбия
- Винтовка Ли-Энфилд
- Пулемёт Виккерса
- Образец тактики: Взятие Акабы

Данные о воине
- Год: 1916
- Возраст: 29
- Рост: 165 см, вес 53 кг

|                          | Теодор Рузвельт           | Процент побед | Лоуренс Аравийский | Процент побед |
| ------------------------ | ------------------------- | ------------- | ------------------ | ------------- |
| Оружие ближнего боя      | Нож Боуи                  | 33 %          | Джамбия            | 67 %          |
| Оружие средней дальности | Springfield Model 1892-99 | 46 %          | Ли-Энфилд          | 54 %          |
| Оружие дальнего боя      | Пулемет Гатлинга          | 58 %          | Пулемет Виккерса   | 42 %          |
| Всего                    | 2,582                     | 51.64 %       | 2,418              | 48.36 %       |

|                 | Теодор Рузвельт | Лоуренс Аравийский |
| --------------- | --------------- | ------------------ |
| Выносливость    | 71              | 88                 |
| Тактика         | 75              | 81                 |
| Боевой опыт     | 67              | 76                 |
| Стойкость в бою | 86              | 81                 |

### Факты об эпизоде
- Впервые в программе были испытаны станковые пулеметы: пулемет Виккерса Лоуренса Аравийского и пулемет Гатлинга Теодора Рузвельта
- В сравнении пулеметов от участников требовалось имея 250 патронов отразить атаку на высоту: поразить три движущиеся и пятнадцать статичных мишеней. Расчет пулемета Гатлинга выпустил 250 пуль за 71 секунду, поразив три движущихся и десять статичных мишеней. Расчет «Виккерса» затратил на выполнение задания 101 секунду, поразив три движущихся и одиннадцать статичных мишеней, пулемет дал одну осечку. В результате, ввиду большей вероятности осечек и потребности в водяном охлаждении, победа была присуждена пулемету Гатлинга
- Винтовка Ли-Энфилд показала значительно большую начальную скорость пули по сравнению с карабином Springfield Model 1892-99 и нанесла значительно более тяжелые раны
- В испытании винтовок от участников требовалось атаковать позицию противника, на которой располагались три статичные, три движущиеся и две выскакивающие мишени. Сначала нужно было добраться до подготовленной позиции и произвести десять выстрелов. Затем требовалось продвинуться на 15 метров ко второй позиции, преодолев колючую проволоку и не попав под имитации взрывов, и произвести ещё десять выстрелов. Куай Терри с карабином затратил на выполнение задания 2 минуты 26 секунд, сделав 20 выстрелов и поразил все 8 мишеней, попав в общей сложности 16 раз. Ричард Рейд с винтовкой Ли-Энфилд затратил на выполнение задания 2 минуты 15 секунд, поразил 7 мишеней 14 попаданиями. Было признано, что Ли-Энфилд имеет больший магазин, наносит больший урон и имеет лучшую скорострельность, как за счет более удобного затвора, так и более быстрого заряжания патронов, но карабин Springfield Model 1892-99 оказался точнее и имел меньшую отдачу. В итоге, была объявлена ничья
- Ножи испытывались на двух свиных тушах, движущихся на участника по направляющим с разных сторон. Нож Боуи показал скорость удара 67 км/ч и нанес одной из туш рану средней тяжести (человек бы потерял способность двигать одной рукой, но в остальном бы не пострадал) и смертельную рану второй. Джамбия показала скорость 82 км/ч, оба «противника» были убиты. Нож Боуи показал способность наносить сильные колющие удары, однако Джамбия хорошо подходила и для колющих ударов, и для режущих. В итоге, а также учитывая устрашающий внешний вид, победа была присуждена арабскому кинжалу Лоуренса
- В сравнении тактики победа была присуждена Лоуренсу Аравийскому за способность адаптироваться к обстановке, импровизировать, использовать все возможности: при взятии Акабы Лоуренс ввёл турок в заблуждение, вынудив их стянуть силы на оборону Дамаска, а сам устремился к Акабе. Рузвельт во время штурма высоты Сан-Хуан нанес стремительный удар по испанским позициям, несмотря на риск. По мнению экспертов, во многом, ему просто повезло в этом бою. Его тактика сработала, но гибкостью и продуманностью действий он не отличился
- В русском переводе шоу на 2х2 не были показаны моменты определения X-факторов «тактика» и «боевой опыт», а были показаны лишь «спокойствие под огнём» и «выносливость». Однако в версии показанной на Viasat Explorer все 4 Х-фактора были показаны.

## Серия 29:Иван ГрозныйпротивЭрнана Кортеса

### Команда Ивана Грозного
- Владимир Орлов, инструктор российского спецназа
- Эндрю Дженкс, доктор наук, профессор, специалист по истории России

Вооружение
- Венгерско-польская сабля
- Пищаль[прим. 2]
- Бердыш

Данные о воине
- Год: 1560
- Рост: 6 футов
- Вес: 180 фунтов
- Броня: «Комбинация кольчуги и вставок из стальных пластин» (Зерцальный доспех)

### Команда Кортеса
- Джейсон Хейк, эксперт по оружию XVI века
- Кайл Лопез, эксперт по истории Испанской колонизации Америки

Вооружение
- Рапира
- Аркебуза
- Алебарда

Данные о воине
- Год: 1521
- Рост: 5 футов 4 дюйма
- Вес: 135 фунтов
- Броня: Стальная кираса

|                          | Иван Грозный | Процент побед | Эрнан Кортес | Процент побед |
| ------------------------ | ------------ | ------------- | ------------ | ------------- |
| Оружие ближнего боя      | Сабля        | 54 %          | Рапира       | 46 %          |
| Оружие средней дальности | Бердыш       | 38 %          | Алебарда     | 62 %          |
| Оружие дальнего боя      | Пищаль       | 59 %          | Аркебуза     | 41 %          |
| Всего                    | 2,253        | 45.06 %       | 2,747        | 54.94 %       |

|                       | Иван Грозный | Эрнан Кортес |
| --------------------- | ------------ | ------------ |
| Устрашение            | 90           | 82           |
| Физические данные     | 84           | 69           |
| Полководческий талант | 54           | 76           |
| Психическое здоровье  | 37           | 72           |
| Лидерские качества    | 78           | 85           |

### Факты об эпизоде
- Впервые испытывалось фитильное огнестрельное оружие. Результаты опровергли расхожее утверждение о его неточности
- Удар рапиры разрубил свиную тушу пополам, тогда как сабля нанесла лишь глубокую рану, однако при испытании верхом удар сабли отрубил голову, а колющий удар рапирой нанес только легкую рану. В итоге сабля была признана лучшим оружием на счет универсальности и лучшей приспособленности к стрессовой обстановке боя, когда преимущество получает оружие с одной простой техникой. * Сабля была признана лучше близкой к Колишемарду рапиры именно по причине того, что она лучше подходила для боя верхом и стрессовой обстановки боя, когда преимущество получает оружие, рассчитанное на простые и мощные удары.
- Несколько ударов бердышом полностью уничтожили торс из баллистического геля, однако бердыш не пробил кирасу и в итоге проиграл алебарде, хорошо подходящей как для колющих ударов острием, так для рубящих ударов, а также для стягивания противника с лошади. Также удары бердышом сильно выматывали бойца. Следует отметить, что бердыш испытывался только для размашистых рубящих ударов, тогда как он предназначался также для режущих (наподобие глефы), а также для колющих ударов острым концом
- И из пищали, и из аркебузы стрелки поразили три цели двумя выстрелами, оба ружья пробили броню противника, однако пищаль получила преимущество за счет более быстрой перезарядки (34 секунды против 56), наличия как целика, так и мушки (у аркебузы Кортеса мушки не было), а также использования в качестве подставки при стрельбе полноценного оружия — бердыша
- Кираса была признана дающей лучшую защиту по сравнению с зерцальным доспехом Ивана Грозного (что интересно, зерцальный доспех был назван просто «комбинация кольчуги и стальных пластин»). Впрочем, оба вида брони были пробиты огнестрельным оружием противника, сабля и бердыш не пробили кирасу, рапира пробила кольчугу колющим ударом, но нанесла лишь легкую рану, а алебарда легко справилась с зерцальным доспехом (исторически, алебарды пробивали почти все типы доспехов своего времени)
- В эпизоде были продемонстрированы казни, применяемые обоими персонажами: удушение гарротой (Кортес) и четвертование (Иван Грозный). Впрочем, четвертование лошадьми было более характерно для Европы, в России обычно использовался топор
- 4 из 5 солдат Ивана Грозного, включая его самого, были убиты самим Кортесом (лишь один из стрельцов был застрелен аркебузиром Кортеса, причем Иван Грозный сам закрылся своим солдатом от выстрела). Таким образом, Кортес стал одним из 4 воинов, убивших 4 противников (наряду со спецназовцем из серии «Спецназ против Зеленых беретов», Саддамом Хусейном и Неистовым Конём).
- Оба персонажа были охарактеризованы как психически одержимые завоеватели: Кортес как жаждущий золота, Иван Грозный как религиозный фанатик
- В серии сказано, что Иван Грозный превратил небольшое Московское княжество в крупнейшую империю Европы, что неверно — к моменту прихода Ивана Грозного к власти процесс возвышения Московского княжества шел уже более двух веков, и Московское княжество уже занимало все русские земли, кроме входивших в состав Великого княжества Литовского.
- В рассказе об Иване Грозном сказано, что его мать умерла, когда ему было три года, а отец — пятью годами позднее. В реальности наоборот — отец умер, когда Ивану было три года, а мать пятью годами позднее
- Единственный эпизод 3-го сезона с участием исторических персонажей, в котором не анализируется их тактика на примере какого-либо сражения
- Победу Кортесу принес Х-фактор психического здоровья, значение которого было почти вдвое выше

## Серия 30:Неистовый КоньпротивПанчо Вильи

### Команда Неистового Коня
- Мозес Брингс Пленти, актёр и певец, представитель племени лакота
- Делано «Блю» Игл, ветеран КМП США, представитель племени лакота

Вооружение
- Дубинка Иниянкапемни
- Револьвер Кольт 1873
- Винтовка Генри
- Образец тактики: Битва при Роузбад

Данные о воине
- Год: 1876
- Возраст: 36
- Рост: 170 см, вес 63 кг

### Команда Панчо Вильи
- Фернандо Васкес, стрелок и наездник
- Сантьяго Вильялобос, правнук одного из командиров армии Панчо Вильи

Вооружение
- Нож Боло
- Револьвер Кольт Бисли
- Винтовка Винчестер модели 1894 года
- Образец тактики: Мексиканская революция

Данные о воине
- Год: 1914
- Возраст: 36
- Рост: 175 см, вес 77 кг.

|                          | Неистовый Конь | Процент побед | Панчо Вилья           | Процент побед |
| ------------------------ | -------------- | ------------- | --------------------- | ------------- |
| Оружие ближнего боя      | Иниянкапемни   | 42 %          | Нож Боло              | 58 %          |
| Оружие средней дальности | Кольт 1873     | 54 %          | Кольт Бисли           | 46 %          |
| Оружие дальнего боя      | Винтовка Генри | 46 %          | Винчестер модели 1894 | 54 %          |
| Всего                    | 2,316          | 46.32 %       | 2,684                 | 53.68 %       |

|                         | Неистовый Конь | Панчо Вилья |
| ----------------------- | -------------- | ----------- |
| Снабжение               | 54             | 87          |
| Подверженность болезням | 73             | 44          |
| Тактика                 | 85             | 81          |
| Дерзость                | 84             | 91          |

### Факты об эпизоде
- В серии был впервые показан, однако не использован в бою лук Неистового Коня
- Для испытания винтовок было подготовлено стрельбище с 4 мишенями на расстоянии 45 метров (3 манекена из баллистической глины и кусок говядины). Участникам давался один магазин своей винтовки. Мозес Брингс Пленти, имевший 15 патронов, затратил на выполнение задания 75 секунд, добившись 6 попаданий. Винтовка дала одну осечку. Три цели были «тяжело ранены», одна «убита». Фернандо Васкес, имевший 10 патронов, затратил на выполнение задания 48 секунд, добившись 4 попаданий, «убив наповал» одну мишень и нанеся смертельные ранения трем другим. Оба участника показали одинаковый процент попаданий — 40 %
- Во втором испытании винтовок, исследовалась возможность стрельбы с лошади. Имея 5 патронов, участники должны были поразить на скаку пять грудных мишеней. Мозес Брингс Пленти поразил три мишени, тяжело ранив две и легко одну. Фернандо Васкес также поразил три мишени, легко ранив две и тяжело одну. В итоге, винтовки были признаны примерно одинаковыми по боевым характеристикам, однако Винчестер 1894 был признан более надежным и имевшим более легкую и удобную перезарядку, что особенно важно в бою верхом
- В испытании револьверов на поражающую силу (стрельба по гелевому блоку) Кольт 1873 Неистового Коня был признан имеющим большую убойную силу
- Далее пистолеты испытывались на стрельбище, имитирующем кражу лошади. Участникам нужно было уничтожить пять движущихся манекенов, изображающих охрану, и при этом не застрелить лошадь. Сантьяго Вильялобос затратил на это 17 секунд, убив двоих, смертельно ранив третьего, легко — четвёртого, и не попал в пятого охранника. Мозес Брингс Пленти затратил на выполнение задания 21 секунду, убив троих и ранив двоих. Несмотря на большее удобство Кольта Бисли, Кольт 1873 Неистового Коня был признан победителем за счет большей убойной силы
- В сравнении тактики преимущество было отдано Неистовому Коню за более хитроумные и продуманные действия, гибкость и способность использовать характер местности против технологически превосходящего противника
- В испытаниях оружия ближнего боя, участникам давалось 15 секунд, чтобы нанести максимально возможный урон манекену из баллистического геля. Иниянкапемни показала скорость удара 166 км/ч, и несколькими ударами буквально отбила голову манекену, но при этом сломалась. Даже отдельные удары по голове были смертельны. Нож Боло также несколькими ударами отрубил манекену голову, однако режущие удары по телу были, в основном, не очень опасными. В итоге победа была присуждена ножу Боло, так как у Иниянкапемни была опасность перелома рукояти

## Серия 31:Французский Иностранный легионпротивГуркхов

### Команда Французского Иностранного легиона
- Ник Хьюз, капрал Легиона (австралиец по происхождению), мастер боевых искусств и писатель
- Жофф Вевро, доктор наук, историк

Вооружение
- Нож Камиллус
- Винтовка MAS-36
- Пулемет Браунинг M1918
- Образец тактики: Битва при Бир Хакейме

Данные о воине
- Год: 1940—1945
- Возраст: 27
- Рост: 170 см, вес 70 кг

### Команда Гуркхов
- Растра Рай, сержант подразделения гуркхов с 20-летним опытом службы
- Джон Колин, лейтенант подразделения гуркхов

Вооружение
- Нож Кукри
- Винтовка Ли-Энфилд No.4
- Пулемет Bren
- Образец тактики: Битва при Импхале, Кохимская битва

Данные о воине
- Год: 1940—1945
- Возраст: 19
- Рост: 157 см, вес 61 кг

|                          | Французский Иностранный легион | Процент побед | Гуркхи         | Процент побед |
| ------------------------ | ------------------------------ | ------------- | -------------- | ------------- |
| Оружие ближнего боя      | Камиллус                       | 44 %          | Кукри          | 56 %          |
| Оружие средней дальности | MAS-36                         | 42 %          | Ли-Энфилд No.4 | 58 %          |
| Оружие большой дальности | Браунинг M1918                 | 65 %          | Bren           | 35 %          |
| Totals                   | 2,381                          | 47.62 %       | 2,619          | 52.38 %       |

|                            | Французский Иностранный легион | Гуркхи |
| -------------------------- | ------------------------------ | ------ |
| Психологическая подготовка | 87                             | 85     |
| Дисциплина                 | 76                             | 88     |
| Подготовка                 | 90                             | 87     |
| Физические данные          | 84                             | 91     |
| Дерзость                   | 88                             | 81     |
| Упорство                   | 79                             | 83     |

### Факты об эпизоде
- Впервые в бою приняли участие солдаты, служащие не своей стране: Французский иностранный легион — наемники из других стран, Гуркхи — Непальцы, служащие Великобритании
- Для испытаний пулеметов использовалось стрельбище с тремя целями: первая на дистанции 90 метров поражалась огнём из положения лежа, затем участнику нужно было выдвинуться вперед и поразить две цели — за автомобилем и кирпичной стеной на расстоянии 20 и 45 метров соответственно. По результатам испытаний BAR обошел Bren как более легкий, удобный и надежный. Тем не менее, несмотря на больший вес пулемета и одну осечку, испытывавший его Растра Рай выполнил задание быстрее Ника Хаглса с BAR. Это продемонстрировало лучшую физическую форму Гуркхов и их выносливость, обусловленные жизнью в условиях высокогорья
- Для сравнения винтовок использовалась полоса препятствий: сначала нужно было сделать из положения лежа десять выстрелов по трем движущимся мишеням на дистанции 50 метров, затем переползти на вторую позицию и сделать десять выстрелов по двум статичным мишеням на дистанции 30 метров. Винтовка MAS-36 продемонстрировала большую начальную скорость пули, точность, а также наносила более тяжелые ранения. Однако Ли-Энфилд Гуркхов была удобнее в обращении, имела более быструю перезарядку — заряжалась двумя обоймами по 5 патронов, тогда как патроны во французскую винтовку заряжались по одному. Это принесло британской винтовке победу в испытаниях и в симуляции
- В испытаниях ножей участникам нужно было заскочить во вражеский окоп и снять двоих часовых и просыпающегося третьего вражеского солдата. Нож Камиллус показал большую скорость удара — 130 км/ч по сравнению с 95 км/ч кукри, однако уступил непальскому ножу по тяжести наносимых ран. Чтобы гарантированно убить при помощи Камиллуса требовались точные удары, тогда как кукри позволял наносить как точные колющие, там и мощные рубящие удары
- Система подготовки Гуркхов, основанная на максимальном использовании обусловленных условиями высокогорья физических данных была признана лучше жестокой муштры, характерной для Французского Иностранного легиона. Физиологические различия были признаны важным фактором, так как значительно сказывались на уровне выносливости
- В данном эпизоде второй раз испытывался нож типа Ка-Бар (Камиллус), в прошлый раз это было в серии «NAVY SEALS против Сайерет Маткаль», а также второй раз винтовка Ли-Энфилд (первый — в серии «Теодор Рузвельт против Лоуренса Аравийского»)

## Серия 32:Вампирыпротивзомби

### Команда вампиров
- Стив Найлз, автор сценария «30 дней ночи»
- Скотт Боуэн, автор книги «Вампиры. Современное руководство по выживанию среди восставших из мертвых»

Вооружение
- Когти
- Клыки

### Команда зомби
- Макс Брукс, автор «Мировая война Z»
- Мэтт Могк, основатель Общества исследования зомби

Вооружение
- Зубы
- Руки

|                          | Вампиры | Процент побед | Зомби | Процент побед |
| ------------------------ | ------- | ------------- | ----- | ------------- |
| Оружие ближнего боя      | Клыки   | 5.62 %        | Зубы  | 2.35 %        |
| Оружие средней дальности | Когти   | 49.48 %       | Руки  | 42.55 %       |
| Всего                    | 2,541   | 50.82 %       | 2,459 | 49.18 %       |

|                      | Вампиры | Зомби |
| -------------------- | ------- | ----- |
| Интеллект            | 93      | 9     |
| Инстинкт поиска пищи | 82      | 88    |
| Выносливость         | 87      | 100   |
| Жестокость           | 88      | 96    |

### Факты об эпизоде
- Впервые в испытаниях приняли участие вымышленные персонажи.
- Впервые у участников не было никакого оружия: физические параметры позволяли обоим сходиться в рукопашной схватке.
- Для испытания силы атаки вампира и зомби были задействованы дрессированный ротвейлер и аллигатор.
- Чтобы определить соотношение сил, одному из участников пришлось сбивать подходящих к нему манекенов. Умножив количество сбитых манекенов на соотношение силы вампира и обычного человека, было установлено соотношение вампиров и зомби (в симуляции были взяты три вампира и 189 зомби).
- Несмотря на то, что по итогам боя с небольшим перевесом победили вампиры, во время анализа результатов схватки было показано испуганное лицо вампира, которое было обезображено после нападения зомби. Эксперты заявили, что зомби могут теоретически превратить своего противника в союзника и одержать итоговую победу.
- В конце этого эпизода были показаны титры «To be continued» (с англ. — «Продолжение следует»), однако Джефф Демулин в 2012 году опроверг слухи о продолжении шоу.